# Carl Westerlund (arkitekt)
Carl Erik Hugo Westerlund, född 13 maj 1914 i Stockholm, död 8 mars 1982 i Jönköping, var en svensk arkitekt.

## Biografi

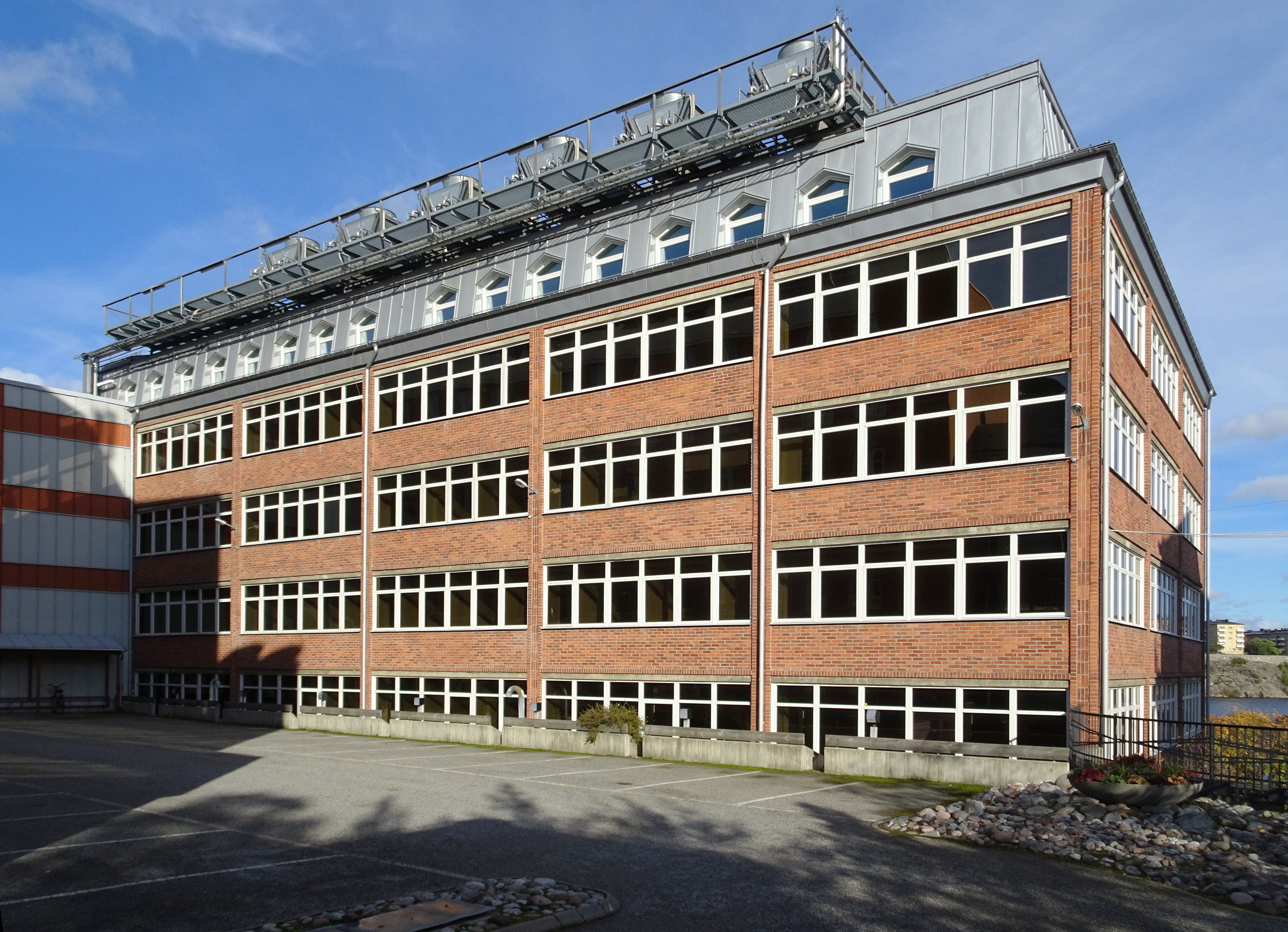
Ångtvätten 22, hus B.

Westerlund, som var son till ingenjör Hugo Westerlund och Hilma Gustafsson, avlade studentexamen 1935 och utexaminerades från Kungliga Tekniska högskolan 1941. Han blev biträdande arkitekt i Solna stad 1943, stadsarkitekt i Lidingö stad 1953 och var stadsplanearkitekt i Jönköpings stad från 1954. Westerlund är gravsatt i minneslunden på Slottskyrkogården i Jönköping.

## Arbeten (urval)
- Industri- och kontorsfastighet i kvarteret Ångtvätten, Stora Essingen, 1951.
- Nämndhusen, Solnavägen, Råsunda, 1954[1]